# 천주교 덕원자치수도원구
천주교 덕원자치수도원구(天主敎 德源自治修道院區, Territorial Abbacy of Tŏkwon)는 함경도를 관할하던 원산대목구가 분리되면서 덕원베네딕도 대수도원에
위탁된 한국천주교회의 자치수도원구이다. 덕원 면속구(免屬區)라고 불리기도 했다. 1922년 조선 대목구(현 서울대교구의 전신)에서 대구 대목구(현 대구대교구의 전신)가 분리되고, 조선 대목구에서 원산(元山) 대목구를 분리시켜 이미 조선에서 활동하고 있던 독일의 상트 오틸리엔 수도원에서 파견된 성 베네딕토회 선교사들로 하여금 함경남북도와 만주 북간도(北間島) 지방의 선교 활동을 담당하게 하여 덕원 자치수도원구(영어 : Territorial Abbacy; 라틴어 Abbatia Territorialis)가 설립되게 되었다. 초대 자치수도원장(라틴어 abbas nullius)은 신보니파시오 주교이다.
1949년 5월 10일 조선민주주의인민공화국 당국이 자치구를 운영하고 있던 성 베네딕도회 덕원 수도원을 폐쇄한 이후부터 성직자와 수도자, 소속 신자들이 없는 이른바 "침묵의 교회"로 남아있다. 현재까지 조선민주주의인민공화국에 위치한 ‘침묵의 교회’에 속하는 교구는 평양교구와 함흥교구, 덕원자치수도원구가 있으며, 평양교구장 서리는 서울대교구장이, 함흥교구장 서리는 춘천교구장이, 덕원자치수도원구 교구장 서리는 왜관수도원장이 맡고 있다.

## 관할 구역
함경남도 원산시, 안변군, 덕원군, 고원군, 문천군이며, 소속 본당은 원산(1921년 인수), 덕원(1927년 설립), 고산(1930년 내평에서 이전), 고원 본당(1933년 설립)이었다.

## 역대 자치수도원장
- 1대 신상원(보니파시오)(Boniface Sauer) 주교 아빠스(베) (1940년 1월12일 ~ 1950년 2월7일)
- 2대 이성도(디모테오)(Timothy Bitterli) 몬시뇰(베) (1952년 5월9일 ~ 1981년 5월22일, 서리)
- 3대 이동호(플라치도) 아빠스(베) (1981년 5월22일 ~ 2005년 11월21일, 서리)
- 4대 이형우(시몬베드로) 아빠스(베) (2005년 11월21일 ~ 2013년 4월 1일, 서리)
- 5대 박현동(블라시오) 아빠스(베) (2013년 5월 7일 ~ 현재, 서리)

## 참고 문헌
- (이탈리아어) Bolla Libenter Romanus Pontifex, AAS 32 (1940), p. 343-345